# 葉山正雄
葉山 正雄（はやま まさお、1925年8月1日 - ）は、日本の俳優である。本名鈴木 正雄（すずき まさお）。菅原秀雄、青木富夫、横山準、末松孝行、加藤清一とともに同時代の「松竹蒲田の名子役」と謳われた。

## 人物・来歴
1925年（大正14年）8月1日、神奈川県横浜市に生まれる。
満5歳を迎える1930年（昭和5年）、東京府荏原郡蒲田町（現在の東京都大田区蒲田5丁目）にあった松竹蒲田撮影所（のちに大船に移転、現存せず）で子役になる。『腰辨頑張れ』（監督成瀬巳喜男、1931年）、『大人の見る繪本 生れてはみたけれど』（監督小津安二郎、1932年）等に出演した後、1935年（昭和10年）には、新興キネマと提携する入江プロダクションに招かれ、豊島園そばの富士スタジオで撮影された鈴木重吉監督の『貞操問答 高原の巻』『貞操問答 都会の巻』に出演している。菅原秀雄、「突貫小僧」こと青木富夫、「爆弾小僧」こと横山準、「アメリカ小僧」こと末松孝行、あるいは加藤清一（旧芸名加藤精一）とともに同時代の「松竹蒲田の名子役」として重用された。同撮影所は、1936年（昭和11年）1月15日、神奈川県鎌倉郡大船町（現在の鎌倉市大船）に新設された松竹大船撮影所（現存せず）に全機能を移転することになり、葉山も大船に異動になり、ひきつづき多くの作品に出演した。十代後半となった第二次世界大戦中も、同撮影所でひきつづき俳優としての活動をつづけ、満19歳のときである1944年（昭和19年）9月14日に公開された、穂積利昌監督の『君こそ次の荒鷲だ』に出演したのが、戦時中の最後の出演記録である。
戦後は、現代劇を製作することになった松竹京都撮影所に異動し、脇役・端役中心であるが、映画出演をつづけた。1979年（昭和54年）10月23日に発行された『日本映画俳優全集・男優編』（キネマ旬報社）の葉山の項には、満23歳となった1948年（昭和23年）8月30日に公開された高木孝一監督の『のらくら海浜騒動』に出演した後は「スクリーンから姿を消した」と記述され、それ以降の記述はないが、実際にはその後も少なくとも13年は同撮影所での俳優活動を続けており、満36歳のとき、1961年（昭和36年）11月1日に公開された井上梅次監督の『妻あり子あり友ありて』にも出演し、クレジットされている。しかしながらそれ以降の出演記録は残っておらず、以降の消息は不明である。2歳年長の突貫小僧こと青木富夫はすでに2004年（平成16年）に満80歳で亡くなっている状況であるが、葉山が存命であれば、現在満99歳である。

## フィルモグラフィ

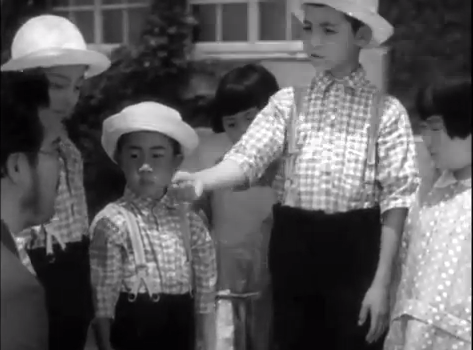
『腰辨頑張れ』（1931年）、満6歳、左から山口勇、菅原秀雄、葉山、飯島善太郎、女子（不明）。

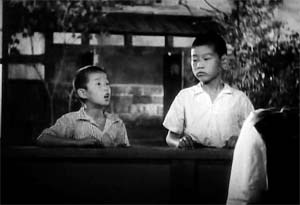
『風の中の子供』（1937年）のスチル写真。満12歳、左は「爆弾小僧」こと横山準。

特筆以外すべてクレジットは「出演」である。公開日の右側には役名、および東京国立近代美術館フィルムセンター（NFC）、マツダ映画社所蔵等の上映用プリントの現存状況についても記す。同センター等に所蔵されていないものは、とくに1940年代以前の作品についてはほぼ現存しないフィルムである。

### 松竹蒲田撮影所
特筆以外すべて製作は「松竹蒲田撮影所」、特筆以外すべて配給は「松竹キネマ」、特筆以外すべてサイレント映画である。
- 『腰辨頑張れ』 : 監督成瀬巳喜男、1931年8月8日公開 - 戸田家の子供、38分尺で現存（NFC所蔵[8]）
- 『浮気は汽車に乗って』 : 監督成瀬巳喜男、1931年8月15日公開 - 倅
- 『偉くなれ』 : 監督成瀬巳喜男、1932年4月15日公開 - 倅
- 『大人の見る絵本 生れてはみたけれど』 : 監督小津安二郎、1932年6月3日公開 - 遊び仲間、90分尺で現存（NFC所蔵[8]）
- 『貞操問答 高原の巻』 : 監督鈴木重吉、製作入江プロダクション、配給新興キネマ、トーキー、1935年2月1日公開 - 準之助の息子小太郎
- 『貞操問答 都会の巻』 : 監督鈴木重吉、製作入江プロダクション、配給新興キネマ、トーキー、1935年2月14日公開 - 準之助の息子小太郎
- 『東京の英雄』 : 監督清水宏、サウンド版、1935年3月7日公開 - 町の子供、64分尺で現存（NFC所蔵[8]）
- 『真白き富士の根』 : 監督佐々木康、サウンド版、1935年8月29日公開[1]
- 『人生のお荷物』 : 監督五所平之助、トーキー、1935年12月10日公開 - 息子 寛一、66分尺で現存（NFC所蔵[8]）
- 『あの道この道』（『夢心コンビ第三回 あの道この道』[8]） : 監督佐々木康、サウンド版、1936年2月22日公開 - 宗吉、77分尺で現存（NFC所蔵[8]）

### 松竹大船撮影所
特筆以外すべて製作は「松竹大船撮影所」、すべて配給は「松竹キネマ」あるいは「松竹」、特筆以外すべてトーキーである。
- 『有りがたうさん』 : 監督清水宏、1936年2月27日公開 - 小学生、76分尺で現存（NFC所蔵[8]）
- 『お芙美の評判』 : 監督佐々木啓祐、解説版、1936年5月8日公開
- 『一人息子』 : 監督小津安二郎、1936年9月15日公開 - その少年時代、82分尺で現存（NFC所蔵[8]）
- 『嘆きの母』 : 監督宗本英男、1936年10月15日公開 - 次男三吉
- 『荒城の月』 : 監督佐々木啓祐、1937年2月4日公開 - 健吉、73分尺で現存（NFC所蔵[8]）
- 『淑女は何を忘れたか』 : 監督小津安二郎、1937年3月3日公開 - その子藤雄、71分尺で現存（NFC所蔵[8]）
- 『恋も忘れて』 : 監督清水宏、1937年7月1日公開 - 支那人の子
- 『花形選手』 : 監督清水宏、1937年10月9日公開 - 田舎の子供、64分尺で現存（NFC所蔵[8]）
- 『風の中の子供』 : 監督清水宏、1937年11月11日公開 - 善太、86分尺で現存（NFC所蔵[8]）
- 『母の勝利』 : 監督斎藤寅次郎、1937年11月25日公開 - 主演
- 『母と子』 : 監督渋谷実、1938年7月1日公開 - 給仕、88分尺で現存（NFC所蔵[8]）
- 『希望に立つ』 : 監督宗本英男、1938年8月25日公開
- 『子供の四季 春夏の巻』 : 監督清水宏、1939年1月28日公開 - 善太、70分尺で現存（NFC所蔵[8]）
- 『子供の四季 秋冬の巻』 : 監督清水宏、1939年2月2日公開 - 善太
- 『南風』 : 監督渋谷実、1939年2月15日公開 - アパートの子供、72分尺で現存（NFC所蔵[8]）
- 『五人の兄妹』 : 監督吉村公三郎、1939年7月20日公開 - 良三の少年時代、93分尺で現存（NFC所蔵[8]）
- 『母』 : 監督田中重雄、製作新興キネマ東京撮影所、配給新興キネマ、1939年10月12日公開 - 朝子の子進
- 『波濤』 : 監督原研吉、1939年10月13日公開 - 郷子の弟、100分尺で現存（NFC所蔵[8]）
- 『狐』 : 監督渋谷実、1939年10月24日公開 - 欽一、27分尺で現存（NFC所蔵[8]）
- 『太平洋行進曲』 : 監督深田修造・曾根千晴、製作新興キネマ東京撮影所、配給新興キネマ、1940年5月15日公開 - 節子の弟三吉
- 『女人転心』 : 監督清水宏、1940年9月5日公開
- 『冬木博士の家族』 : 監督大庭秀雄、1940年10月31日公開 - 辰郎、70分尺で現存（NFC所蔵[8]）
- 『お絹と番頭』 : 監督野村浩将、1940年12月31日公開 - 向井家の人々、73分尺で現存（NFC所蔵[8]）
- 『戸田家の兄妹』 : 監督小津安二郎、1941年3月1日公開 - 千鶴の子良吉、105分尺で現存（NFC所蔵[8]）
- 『まごころの歌』 : 監督蛭川伊勢夫、1941年6月22日公開 - 弟次郎
- 『父ありき』 : 監督小津安二郎、配給映画配給社、1942年4月1日公開 - 北陸の中学生、87分尺で現存（NFC所蔵[8]）
- 『母子草』 : 監督田坂具隆、製作松竹太秦撮影所、配給映画配給社、1942年6月4日公開
- 『家に三男二女あり』 : 監督瑞穂春海、配給映画配給社、1943年3月11日公開 - 少年時代太郎、6分尺の断片のみが現存（NFC所蔵[8]）
- 『むすめ』 : 監督大庭秀雄、配給映画配給社、1943年5月13日公開 - 勇吉、77分尺で現存（NFC所蔵[8]）
- 『愛機南へ飛ぶ』 : 監督佐々木康、配給映画配給社、1943年9月10日公開 - 菅沼真雄
- 『秘話ノルマントン号事件 仮面の舞踏』 : 監督佐々木啓祐、製作松竹下加茂撮影所、配給映画配給社、1943年10月28日公開 - 弟伸二郎
- 『天狗倒し』 : 監督井上金太郎、配給映画配給社、1944年2月10日公開 - ジム、67分尺で現存（NFC所蔵[8]）
- 『不沈艦撃沈』 : 監督マキノ正博、配給映画配給社、1944年3月23日公開 - 役名不明、93分尺で現存（NFC所蔵[8]）
- 『君こそ次の荒鷲だ』 : 監督穂積利昌、配給映画配給社、1944年9月14日公開 - 間宮生徒

### 松竹京都撮影所
すべて製作は「松竹京都撮影所」、すべて配給は「松竹」である。
- 『街の野獣』 : 監督小坂哲人、1946年9月24日公開 - 吉本正三
- 『地獄の顔』 : 監督大曾根辰夫、1947年1月28日公開 - 留吉
- 『激怒』 : 監督小坂哲人、1947年9月9日公開 - 共栄協会社員
- 『われ泣きぬれて』 : 監督芦原正、1948年2月24日公開 - 草場良平
- 『のらくら海浜騒動』 : 監督高木孝一、1948年8月30日公開 - ボーイ
- 『森の石松』 : 監督吉村公三郎、1949年6月4日公開 - 勤王の侍、97分尺で現存（NFC所蔵[8]）
- 『パイナップル部隊』 : 監督内川清一郎、1959年12月27日公開 - 巡査
- 『越後獅子祭』 : 監督渡辺邦男、1960年2月26日公開 - 越後屋手代
- 『十字路』第1回『罠』 : 監督福田晴一、松竹/フジテレビジョン（テレビ映画）、1960年10月12日放映
- 『中乗り新三 天竜鴉』 : 監督山田達雄、1960年10月19日公開 - 田川平馬
- 『第三捜査命令』 : 監督福田晴一、1961年3月15日公開 - 典吾
- 『妻あり子あり友ありて』 : 監督井上梅次、1961年11月1日公開 - 役名不明、157分尺で現存（NFC所蔵[8]）